# Auguste Charpentier
Auguste Charpentier (Parigi, 29 gennaio 1813 – Parigi, 15 maggio 1880) è stato un pittore francese.

## Biografia
Raggiunse la fama sotto il Secondo Impero francese come ritrattista per numerose celebrità dell'epoca come George Sand, Mademoiselle Rachel, Narcisse Diaz de la Pena, Alexandre Dumas e Marie Delaporte.

## Elenco parziale delle opere

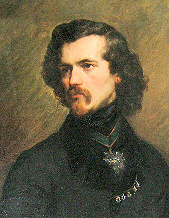
Ritratto di Lottin de Laval (1840), Musée des beaux-arts de Bernay.

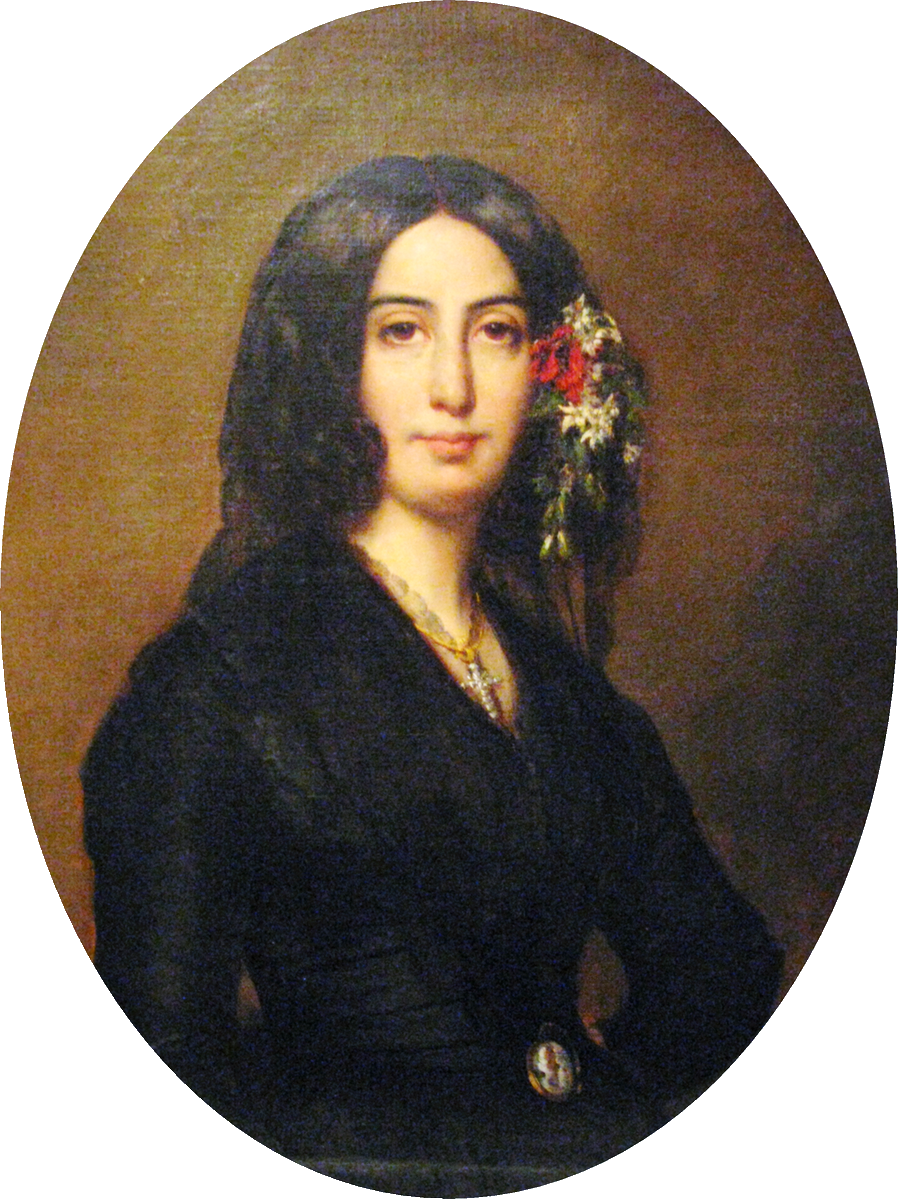
Ritratto di George Sand (1838), Parigi, Musée de la Vie romantique.

- Museo delle Belle Arti di Caen: Pâtre italien (opera perduta), olio su tela
- Museo delle Belle Arti di Caen: Cortigiana, olio su tela
- Museo delle Belle Arti di Dole: Ritratto di Joseph Lyard, olio su tela
- Grand'Combe-Châteleu, Chiesa di San Giuseppe: Sainte-Madeleine, olio su tela
- Parigi, Chiesa di Saint-Roch a Parigi, dieci dipinti classificati come monumenti storici:
  - Les Funérailles, 1833, olio su tela
  - La Résurrection, olio su tela
  - Les Saintes Femmes au sépulcre, olio su tela
  - La Loi divine, olio su tela
  - L'Innocence, olio su tela
  - L'Extrême-onction, olio su tela
  - La Force, olio su tela
  - La Sagesse, olio su tela
  - La Charité, olio su tela
  - La Religion, olio su tela
- Parigi, Musée de la Vie romantique: Ritratto di George Sand, 1838, George Sand et ses amis à Nohan
- Museo delle Belle Arti di Rouen: Ritratto di Bocage, artista drammatico, prima del 1862,
- Museo di Vendôme: Ritratto di Charles Mansui
- Museo nazionale dei castelli di Versailles e del Trianon: Narcisse Diaz de la Pena (1808–1878), 1849, olio su tela
- Musée des beaux-arts de Bernay, Ritratto di Pierre-Victorien Lottin de Laval, olio su tela